# Sulcus centralis insulae
De sulcus centralis insulae is een hersengroeve van de grote hersenen. De hersengroeve is een voortzetting van de sulcus centralis en deelt het eiland van Reil in twee delen.